# Okręty podwodne typu VII

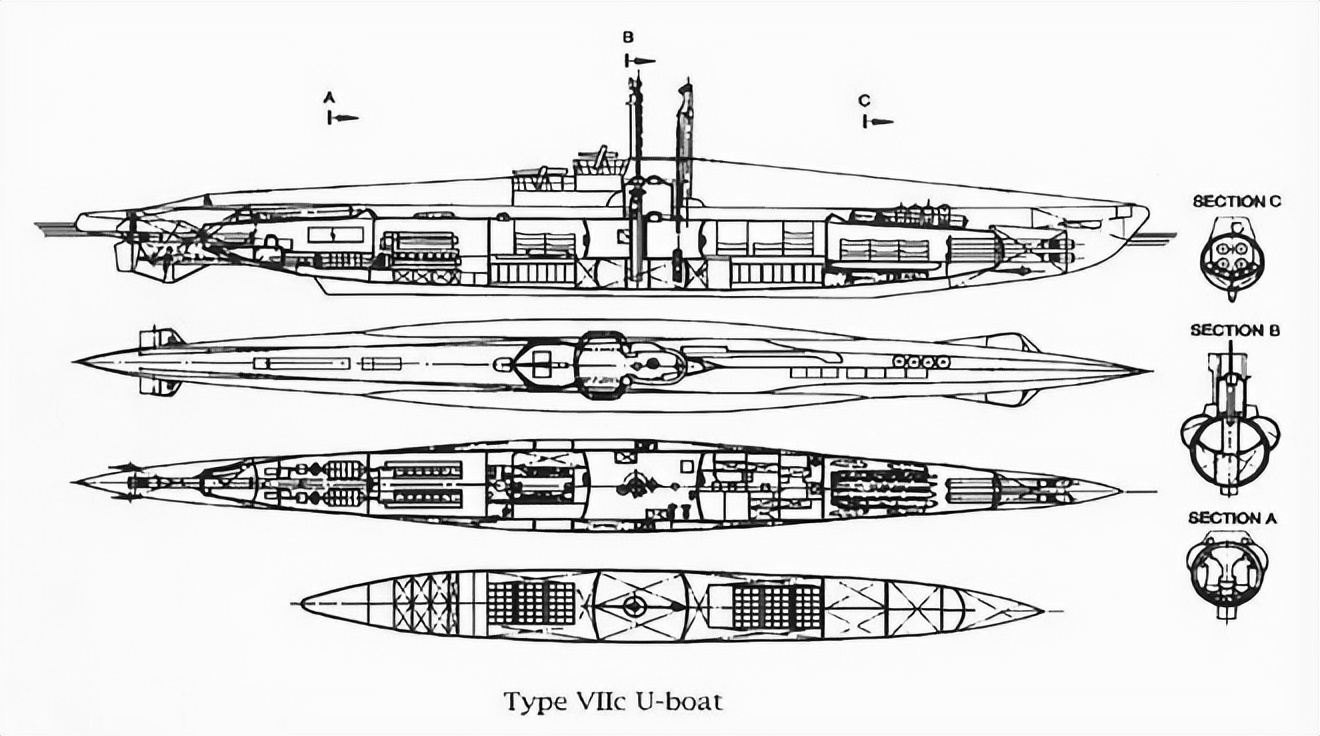
Typ VIIC.

Typ VII – seria kilku typów niemieckich okrętów podwodnych z okresu II wojny światowej. Potoczne określenie serii U-Bootów, nigdy w rzeczywistości nieistniejącego typu VII. Wszystkie jednostki serii VII, błędnie nazywanej przez niektórych autorów „typem VII”, należały w Kriegsmarine do odrębnych, różniących się od siebie konstrukcyjnie typów VIIA, VIIB, VIIC, VIID, VIIE oraz VIIF.

## Typ VIIA
Wywodzący się bezpośrednio z udanego typu UB III (budowanego w latach I wojny światowej). Pierwsze próby nowego projektu: zbudowane dla Finlandii okręty typu Vetehinen oraz U-27, potwierdziły bardzo dobre parametry modelu. Typ VIIA (oznaczenia literowe pojawiły się później w celu odróżnienia kolejnych projektów) był jednostką półtorakadłubową ze zbiornikami balastowymi wewnątrz kadłuba. Okręt posiadał zdolność do błyskawicznego zanurzenia – głębokość 20 m osiągał w 50 sekund. Posiadał 4 wyrzutnie torped (dziobową, dwie burtowe i rufową) i zabierał 11 torped. Rufowa wyrzutnia umieszczona była w kadłubie lekkim i można jej było użyć tylko w wynurzeniu (i nie można było przeładowywać).
Do służby w latach 1936–1937 wprowadzono 10 okrętów:
U-27, U-28, U-29,
U-30, U-31, U-32,
U-33, U-34, U-35,
U-36.

## Typ VIIB

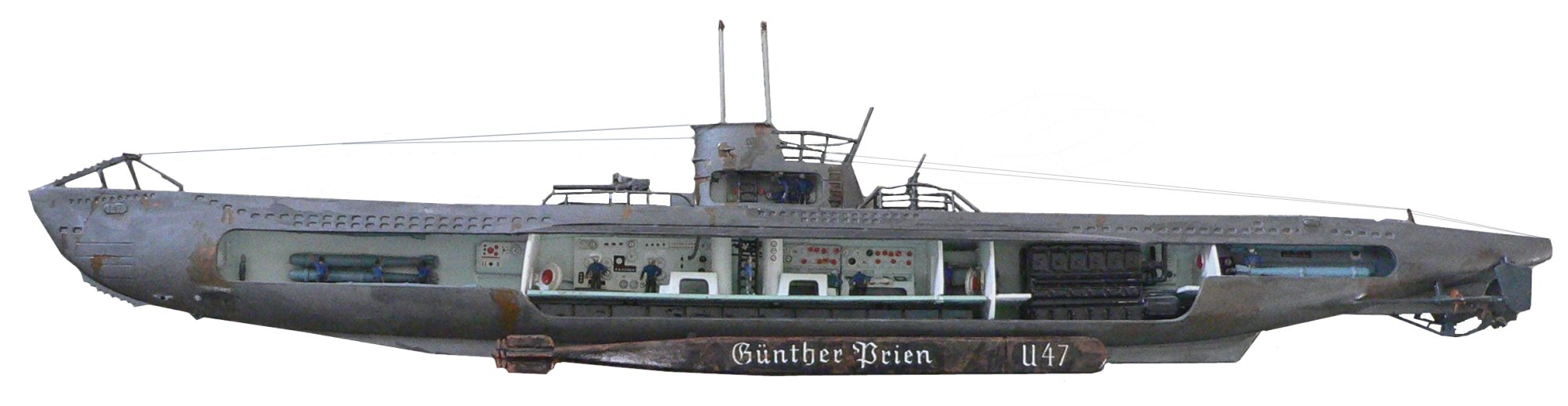
Profil modelu U-47 „Günther Prien”, typu VIIB

Wyniki prób oraz wnioski z ćwiczeń załóg pierwszych okrętów doprowadziły do przygotowania projektu nowego okrętu typu VII. Największym mankamentem był zbyt duży promień skrętu w zanurzeniu. Zaradzono temu dodając drugą płetwę steru. Podwójny ster umieszczono za śrubami. Na miejsce zwolnione w kadłubie sztywnym przeniesiono rufową wyrzutnię torpedową, a w jej miejscu w kadłubie lekkim można było przechowywać dodatkowe 2 torpedy. Zwiększono zasięg (dwa zbiorniki bunkrowe) oraz prędkość maksymalną (sprężarka). Dzięki zwiększeniu zbiorników balastowych okręty tego typu mogły zanurzyć się na głębokość 20 m już w 30 sekund.
Do służby wprowadzono 24 jednostki tego typu (U-45, U-46, U-47, U-48, U-49, U-50, U-51, U-52, U-53, U-54, U-55; U-73, U-74, U-75, U-76; U-83, U-84, U-85, U-86, U-87; U-99, U-100, U-101, U-102).

## Typ VIIC

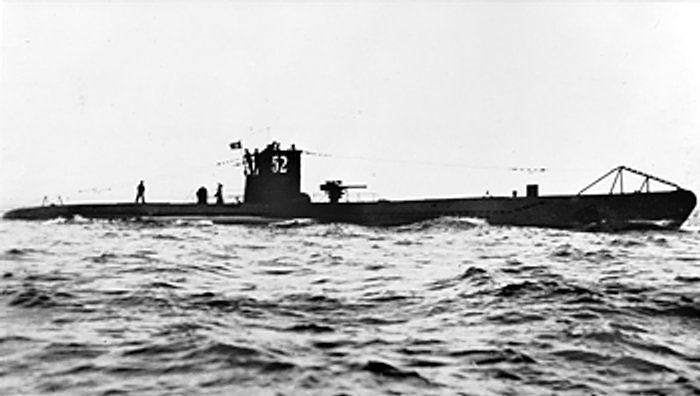
U-52 typu VIIB

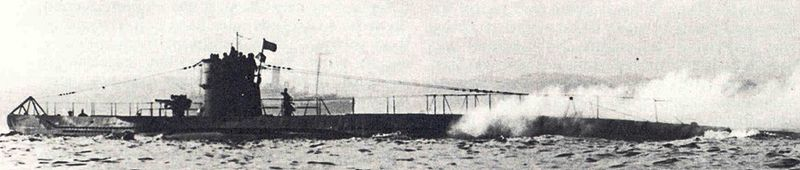
U-50 typu VIIB podczas II wojny światowej

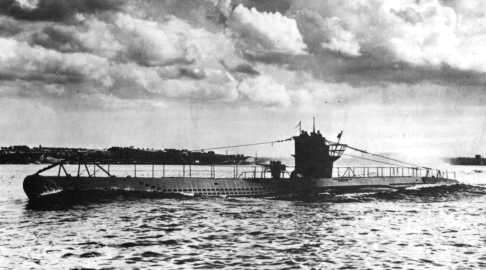
U-100 typu VIIB w 1940 roku

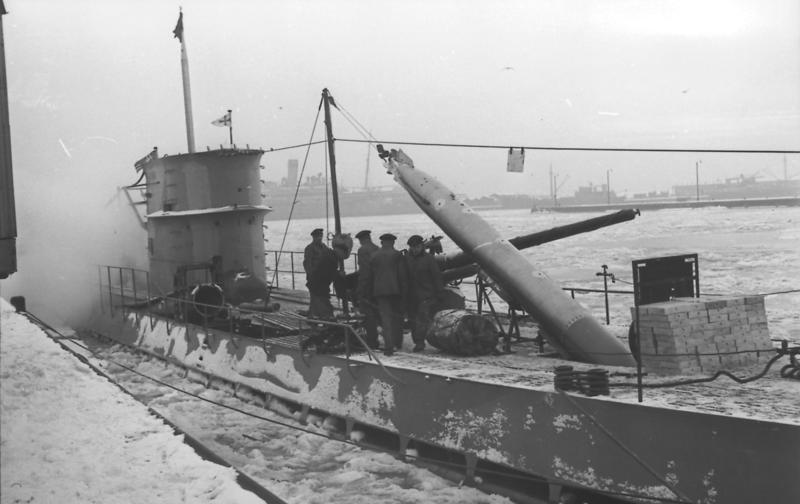
Ładowanie torpedy na jeden z okrętów podwodnych serii VII, 22 grudnia 1939 roku

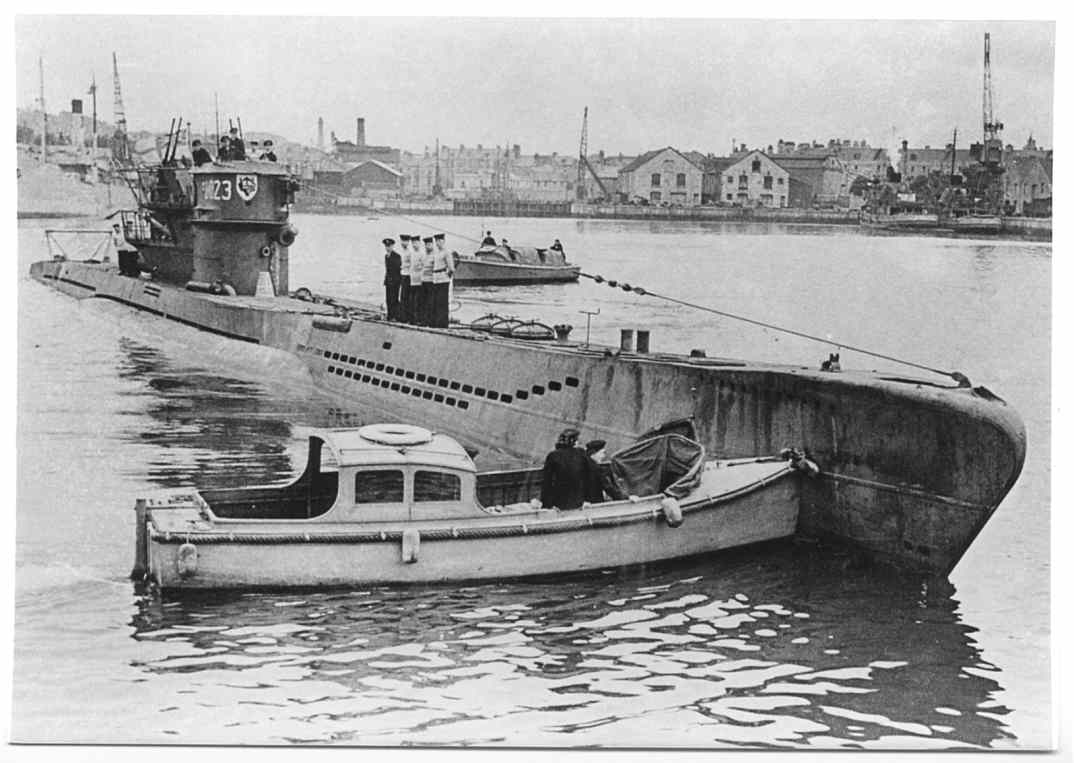
Poddający się U-1023, należący do typu VIIC/41, w porcie w Plymouth w maju 1945 roku

Głównym celem stawianym przed projektantami nowej wersji okrętu było „znalezienie” miejsca na nowe wyposażenie elektroniczne – aktywnego sonaru S-Gerät. Przedłużenie kadłuba o jedną wręgę (60 cm) umożliwiło nie tylko zainstalowanie nowej aparatury, lecz także na powiększenie zbiorników paliwowych (zwiększenie zasięgu) oraz dołożenie kolejnych zbiorników szybkiego zanurzania. Maksymalna głębokość zanurzenia wynosiła 280 m, w praktyce kadłub pozwalał na osiągnięcie większych głębokości.
Do służby weszło 568 jednostek tego typu.
Dowództwo przeprowadziło (raczej nieudaną) próbę zmodyfikowania kilku jednostek tego typu na tzw. U-flak (przeciwlotnicze U-Booty). U-441, U-256, U-621 i U-951 uległy modyfikacjom – na pokładzie zainstalowano 2 poczwórne działka plot. Flakvierling oraz eksperymentalne działko automatyczne 37 mm. Celem tych modyfikacji było przystosowanie okrętów do służby eskortowej w Zatoce Biskajskiej. U-flak miały eskortować inne okręty podwodne przechodzące przez zatokę na powierzchni, z pełną prędkością. Eksperymentowano nawet, bez powodzenia, z baterią 86 mm rakiet przeciwlotniczych odpalanych z zanurzenia.
Zmodyfikowanym U-flak ograniczono zapasy paliwa i torped (tylko 5 torped załadowanych do wyrzutni) celem zmieszczenia obsługi dodatkowych działek plot. Jednostki tego typu nie sprawdziły się – bez względu na siłę ognia przeciwlotniczego, były zbyt podatne na ogień z działek samolotów. W czasie 6 misji zmodyfikowane U-flak zestrzeliły tylko dwa samoloty. Pół roku po rozpoczęciu eksperymentu, w listopadzie 1943 roku, zmodyfikowane jednostki przezbrojono i przeznaczono do prowadzenia normalnych działań bojowych.
Zobacz: Lista okrętów podwodnych typu VII C

## Typ VIIC/41
Wciąż udoskonalane metody walki aliantów z U-Bootami wymuszały zmiany w projekcie VIIC: większą prędkość nawodna, grubszy kadłub sztywny (na poszycie użyto arkuszy stali o grubości 2,15 cm) umożliwiający głębsze zanurzanie się. Zmieniono także kształt dziobu w celu zmniejszenia oporów. Takie kosmetyczne zmiany pozwoliły stoczniom budującym standardowe VIIC na prostą zmianę projektu i szybkie wdrożenie nowego podtypu okrętu. Uzbrojenie i napęd nowych okrętów nie zmieniły się.
Pierwsze jednostki typu VIIC/41 weszły do służby w 1943 r., ogółem zbudowano 91 jednostek tego typu. U-995 przetrwał do dzisiaj. Po zakończeniu powojennej służby w norweskiej flocie, został zakupiony (za symboliczną markę) przez swojego ostatniego dowódcę Hansa-Georga Hessa i stał się okrętem-muzeum w Laboe.
Zobacz: Lista okrętów podwodnych typu VII C/41

## Typ VIIC/42
Przewidywano dalsze modyfikacje projektu. Takie jak zastosowanie dodatkowej sprężarki, znacznie zwiększającej moc silników, osiągając w ten sposób zasięg 12600 Mm przy prędkości marszowej 10 węzłów, oraz szybkość większą o 0,9 w. niż w typie VIIC/41, która miałaby wynosić 18,6 w. Poszerzenie do 6,9 m oraz wydłużenie do 68,7 m kadłuba zewnętrznego jak również zwiększenie średnicy kadłuba sztywnego do 5 m, który miałby pomieścić dodatkowe wyposażenie oraz większe zbiorniki paliwa. Zastosowanie do budowy kadłuba wysokogatunkowej stali pancernej o grubości 28 mm pozwoliłoby na zwiększenie maksymalnego zanurzenia do oszołamiającej jak na tamte czasy głębokości 500 metrów. Projekt przewidywał też umieszczenie w nowym opancerzonym kiosku dwóch peryskopów, zwiększenie liczby przewożonych torped do 16, 3 dodatkowe sprężarki do szybszego napełniania zbiorników balastowych, udoskonalone chrapy, pompy o zwiększonej wydajności, system ogrzewania oraz wentylacji przedziałów, lodówki do przechowywania żywności, oraz wiele innych innowacji.
Na wiosnę 1943 zakontraktowano w stoczniach budowę 164 jednostek tego typu. Pierwsze okręty miały opuścić pochylnie we wrześniu 1944 roku. Wkrótce po rozpoczęciu prac 30 września 1943 dowództwo wydało decyzję o wstrzymaniu budowy, która 6 listopada 1943 roku zatrzymała pracę przy budowie. Kontrakty zostały anulowane na rzecz nowego okrętu typu XXI. Ostatecznie budowę okrętów typu VIIC/42 anulowano 22 lipca 1944 roku.
W momencie anulowania kontraktu, żaden okręt nie był na tyle skończony, aby mógł być włączony do służby.

## Typ VIIC/43
Projekt oznaczony symbolem VIIC/43 przewidywał zwiększenie możliwości bojowych w związku z coraz trudniejszą sytuacją U-Bootów w walkach z aliantami. Modyfikacje dotyczyły zmian w uzbrojeniu, przewidywano zamontowanie sześciu dziobowych wyrzutni torped (dwie kolumny po trzy wyrzutnie) oraz czterech rufowych (dwie podwójne kolumny). Projekt jednak został zarzucony na rzecz nowych okrętów typu XXI.

## Typ VIID
Ten typ zaprojektowany w latach 1939–1940 w oparciu o projekt jednostek typu VIIC i wprowadzony 1941-1942 miał spełniać rolę podwodnego minowca. Za kioskiem dodano dodatkową prawie 10 metrową sekcję zawierająca pięć pionowych pojemników na miny (każdy na 3 sztuki). Tak znaczne wydłużenie okrętu znacznie poprawiło zasięg zmniejszając jednak prędkość.
Do służby wprowadzono 6 jednostek tego typu: U-213, U-214, U-215, U-216, U-217, U-218. Nowe realia walki uwydatniły małą przydatność min. Wymienione jednostki przeznaczono do normalnej służby bojowej.

## Typ VIIE
Kompletne plany jednostki typu VIIE nigdy nie powstały. Plan jego budowy powstał wraz z pracami nad nowym rodzajem ultralekkiego silnika Deutz V-12. „Zaoszczędzoną” masę miano spożytkować na zwiększenie grubości ścian kadłuba. Fiasko testów nowego silnika spowodowało jednak, że projekt zarzucono.

## Typ VIIF
Zaprojektowany w 1941 roku nowy rodzaj jednostki oznaczony jako typ VIIF miał służyć jako transportowiec torped. Podczas projektowania skorzystano z doświadczeń budowy okrętów typu VIID. Za kioskiem dodano ponad 10 metrową sekcję, w której mieściło się 25-27 dodatkowych torped. Korzystając z dodatkowego miejsca powiększono także zbiorniki paliwa. W projekcie tym powiększono także średnicę kadłuba.
Po dużych opóźnieniach do służby wprowadzono w 1943 roku 4 jednostki tego typu: U-1059, U-1060, U-1061, U-1062. Jednak ze względu na znaczne skrócenie zasięgu patroli U-Bootów, zadania dla nowych okrętów zdezaktualizowały się. Wykorzystywano je zatem do transportowania materiałów i surowców z baz w Norwegii.

## Dane techniczne
|              |                  | typ VIIA                                      | typ VIIB                                      | typ VIIC                                      | typ VIIC/41                                   | typ VIIC/42                                   | typ VIID                           | typ VIIF                           |
| ------------ | ---------------- | --------------------------------------------- | --------------------------------------------- | --------------------------------------------- | --------------------------------------------- | --------------------------------------------- | ---------------------------------- | ---------------------------------- |
| Wyporność    | na powierzchni   | 626 t                                         | 753 t                                         | 769 t                                         | 769 t                                         | 999 t                                         | 965 t                              | 1083 t                             |
| Wyporność    | w zanurzeniu     | 725 t                                         | 857 t                                         | 871 t                                         | 871 t                                         | 1050 t                                        | 1080 t                             | 1181 t                             |
| Wymiary      | długość          | 64,51 m                                       | 66,5 m                                        | 67,1 m                                        | 67,1 m                                        | 67,3 m                                        | 76,6 m                             | 77,63 m                            |
| Wymiary      | szerokość        | 5,85 m                                        | 6,20 m                                        | 6,20 m                                        | 6,20 m                                        | 6,80 m                                        | 6,38 m                             | 7,30 m                             |
| Zanurzenie   | Zanurzenie       | 4,37 m                                        | 4,74 m                                        | 4,74 m                                        | 4,74 m                                        | 5 m                                           | 5,01 m                             | 4,91 m                             |
| Moc napędu   | na powierzchni   | 2320 KM                                       | 3200 KM                                       | 3200 KM                                       | 3200 KM                                       | 3200 KM                                       | 3200 KM                            | 3200 KM                            |
| Moc napędu   | w zanurzeniu     | 750 KM                                        | 750 KM                                        | 750 KM                                        | 750 KM                                        | 750 KM                                        | 750 KM                             | 750 KM                             |
| Prędkość     | na powierzchni   | 17 w.                                         | 17,9 w.                                       | 17,7 w.                                       | 17,7 w.                                       | 18,6 w.                                       | 16,7 w.                            | 17,6 w.                            |
| Prędkość     | w zanurzeniu     | 8 w.                                          | 8 w.                                          | 7,6 w.                                        | 7,6 w.                                        | 7,6 w.                                        | 7,3 w.                             | 7,9 w.                             |
| Zasięg       | na powierzchni   | 6200 Mm (10 w.)                               | 8700 Mm (10 w.)                               | 8850 Mm (10 w.)                               | 9000 Mm (10 w.)                               | 10000 Mm (12 w.)                              | 11200 (10 w.)                      | 14700 Mm (10 w.)                   |
| Zasięg       | w zanurzeniu     | 90 Mm (4 w.)                                  | 90 Mm (4 w.)                                  | 80 Mm (4 w.)                                  | 80 Mm (4 w.)                                  | 80 Mm (4 w.)                                  | 69 Mm (4 w.)                       | 74 Mm (4 w.)                       |
| Załoga       | Załoga           | 48-56                                         | 48-56                                         | 44                                            | 44                                            | 44                                            | 44                                 | 46                                 |
| Uzbrojenie   | wyrzutnie torped | 5                                             | 5                                             | 5                                             | 5                                             | 5                                             | 5                                  | 5                                  |
| Uzbrojenie   | artyleryjskie    | 88 mm SK C/35 (zapas 250 pocisków)            | 88 mm SK C/35 (zapas 250 pocisków)            | 88 mm SK C/35 (zapas 250 pocisków)            | 88 mm SK C/35 (zapas 250 pocisków)            | 88 mm SK C/35 (zapas 250 pocisków)            | 88 mm SK C/35 (zapas 250 pocisków) | 88 mm SK C/35 (zapas 250 pocisków) |
| Uzbrojenie   | plot.            | działko 20 mm typu C/30 (zapas 4380 pocisków) | działko 20 mm typu C/30 (zapas 4380 pocisków) | działko 20 mm typu C/30 (zapas 4380 pocisków) | działko 20 mm typu C/30 (zapas 4380 pocisków) | działko 20 mm typu C/30 (zapas 4380 pocisków) | 1 37 mm i 2xII 20 mm               | 1 37 mm i 2xII 20 mm               |
| Zapas torped | Zapas torped     | 11 szt.                                       | 14 szt.                                       | 14 szt.                                       | 14 szt.                                       | 16 szt.                                       | 12 szt.                            | 14 szt.                            |
| Miny         | Miny             | 33 TMB lub 22 TMA                             | 33 TMB lub 22 TMA                             | 39 TMB lub 26 TMA                             | 39 TMB lub 26 TMA                             | 39 TMB lub 26 TMA                             | 39 TMB lub 26 TMA                  | brak                               |